# Jasmina Alagič
Jasmina Alagič Vrbovská, rodným jménem Jasmina Alagič, přechýleně Alagičová, (* 27. června 1989, Stuttgart, Západní Německo) je slovenská modelka a moderátorka maďarsko-bosenského původu.

## Život
Jasmina Alagič se narodila v roce 1989 ve Stuttgartu v tehdejším Západním Německu. Její otec pochází z Bosny a Hercegoviny a matka je maďarského původu. Jasmina Alagič chodila na základní uměleckou školu, kde se učila hrát na flétnu a saxofon. Navštěvovala hodiny hip hopu. Působila též v Divadle Ludus.
Chodila na soukromé gymnázium. Po maturitě studovala na vysoké škole masmediální komunikaci, studium však nedokončila.[rozpor]
V 19 letech se zúčastnila soutěže Miss Universe Slovenskej republiky 2009, kde soutěžila s číslem 10. Měřila 178 cm a vážila 56 kg a její míry byly 88-62-93. V soutěži mimo jiné jako disciplínu předvedla hru na saxofon a vyhrála titul Miss Médiá.
Stala se moderátorkou satelitní a internetové televize Fashion TV. V roce 2018 spolu s českým moderátorem Leošem Marešem moderovala pátou řadu pěvecké soutěže Československá Super Star, na které se spolupodílely česká TV Nova a slovenská TV Markíza.
Společně s youtuberem Matejom Zrebným točí videa na jeho youtube kanál. Účinkovala v čtvrté řadě show televize Markíza Tvoja tvár znie povedome (slovenská obdoba show Tvoje tvář má známý hlas).
Začala chodit se zpěvákem Rytmusem, 24. prosince 2018 oznámili, že čekají potomka. Za Rytmuse se provdala 18. května 2019 a 26. července 2019 se jim syn narodil. Syn dostal jméno Sanel Patrik Vrbovský.